# 六四事件中的廣東省
1989年春夏之交，中华人民共和国爆发全国性抗议运动，史称六四事件或八九民运，中国官方称1989年春夏之交的政治风波。期间广东省各地也有抗议、游行、罢课、集会及其他政治表达行为。这些活动多由学生、工人主导，也包含市民等群体发起，与全国范围内的抗议相呼应。參與者還包括從在廣東就學的香港、澳門學生，或專程入境聲援的香港、澳門民運支持者。其中最大規模的抗議發生在廣州和深圳，此外在佛山、珠海、韶關、中山、肇慶、新會、江門、東莞、汕頭、潮州、梅州、湛江、惠陽、茂名、阳江、電白、惠州、三水等縣市均有不同程度的響應。据部分親歷者指，廣東的抗議示威範圍波及全省，波及面達到縣一級。
全广东抗议的高峰发生在五月中下旬，并因19-20日中国总理李鹏发表讲话、北京宣布戒严等事件而达到高峰。据亲历者暨南大學澳门学生萧亚群称，当时广东抗议的特点是推动改革开放议题，笼络体制内知識分子、中下層幹部及新聞界参加，并借助反對“官倒”與分配不公，針對廣東數千家與中央委员相關的公司，由工自聯披露其“倒賣許可證、囤積居奇”等行為，鼓动工人、廠長及市民參與，同时也結合香港前途問題，提出香港高度自治與民主化，吸引港人支持，使香港媒體宣傳反過來擴大参与規模。
在胡耀邦之死，八九民运爆发前，广东部分民运人士就开始酝酿或参与当时的民主运动。1989年2月21日，1974年广州“李一哲事件”的大字報作者之一李正天从广州到北京參加簽名運動，並致函國家主席楊尚昆，除呼吁請其大赦异议人士王希哲外，亦點名批評廣東省委會記林若禁止發表他的文章。4月2日，中国公安部通报各地公安厅局，指中山大学有些人“频繁串联”，策划借“四·五”之机组织学生上街游行，并准备在四月五日开“纪念讨论会”，提出“声援释放魏京生”，“要人权，要自由，打倒一党专政”的口号，亦声称这次行动得到海外的经费援助，与方励之有联系，在广州已串联好华南工业大学、华南农业大学、华南师范大学、暨南大学等院校一起行动，并打算由被处分过的学生来对付警察，鼓动学生“不要怕流血”。广东省委指示广东省公安厅要求各级公安机关做好防范工作，密切注意大专院校，特别是几所重点院校学生的动态，并对相关人员进行调查，校内外做好防范。报告指这些策划者“活动比较隐蔽，要求有关人员对组织活动的通知传看后即烧毁”。4月5日，海外民运组织中国民联的胡平透露，五四期间，中国民联拟在广州等地安装传真机，随时传递大陆民运或学潮的信息。巴黎蒙马特高地电台《华人之声》节目编辑陈庆浩（为澄海人，广东外逃人员，与台湾关系甚密）等亦计划利用国际舆论将4月7日搞成针对中国人权问题的纪念日。

## 广州
廣州首次學生遊行發生在4月20日。在5月中下旬曾連續多日爆發大規模遊行，並以5月23日的“省港澳民主大遊行”為規模最大，有包括香港、澳門學生在內的50萬人參與。六四清場後，市內主要的交通要道，如海珠橋、海印橋等被示威者多次堵塞。

## 深圳

### 4月
4月25日，深圳大學學生會收到北大學生電話後，決定于4月27日起罷課三天，但稱“考慮到深圳外來人員多，怕被壞人利用”，不計劃在5月4日上街遊行。當天，深圳大學學生發表一份聯合聲明，支持北京學生運動。

### 5月
5月4日，全國各地爆發五四大遊行。5月5日，來自於深圳特區報、法制報、商報、青年雜誌、風采雜誌、蛇口通訊報、特區經濟雜誌社、光明日報駐深記者站、深圳電視台、廣播電台及中共深圳市委宣傳部等十餘家新聞單位的逾百名新聞從業者聯名致電北京和上海，向5月4日參加遊行的北京新聞工作者和 《世界經濟導報》總編輯欽本立“致敬”，並要求上海市委撤銷對《世界經濟導報》的“錯誤處理”。他們認為此前的“反資產階級自由化”運動使《深圳青年報》、《特區工人報》停辦，並令有關編輯及記者人權受侵犯，違背中共十三大的原則。他們希望不要將當時正在草擬的《新聞出版法》作為國務院的一個行政法規，而“應交給人民廣泛討論,使之成為保障新聞自由的基本法”，呼籲保障新聞自由，“我們需要自由的講真話的環境”，“一種聲音只能說明專制統治,對進行政治體制改革和深化經濟改革是相違背的”,“允許民間辦報和容忍多種聲音存在”。
由於不滿學校官方的學生會組織不組織同學支援北京學運，支持民運的學生向學生會反映要求，不獲理睬，因此深圳大學的學生自發組織了自治會，並得到學生的響應。5月16日，深圳大學600名學生和200名敎師舉行記者招待會，宣讀《深圳大學敎工聲援北京學生愛國民主運動的聲明》，該校共青團代表亦致詞支持學生運動。當天，市內也有學生示威。5月17日中午，汇集到深圳大剧院的深圳大學5000多名学生以及深圳師專200餘名學生开始游行聲援北京絕食學生，並到深圳市委市政府大门前遞交請願書，由師生募捐六萬餘人民幣和萬元港幣支援學運與示威。當天游行還有數十名記者參與，并有數萬群衆在旁圍觀或捐款。新成立的自治會與深圳高自聯參與了活動的組織。深圳大学的教师和学生代表分别宣读了深大老师、学生致深圳市市委市政府的请愿书，要求当局转达他们对北京绝食学生的声援。深圳市政府的负责人接受了请愿书,并表示会转达师生们的要求。
5月18日上午，深圳師專1000多名學生從學校出發，步行游行到深圳市中心。他們呼喊口號，高舉橫幅，并向行人募捐支持北京絕食的學生，一直持續到下午。中午，“深圳高校學生自治聯合會”（深圳高自聯）在深圳大學成立，並有百餘名學生宣佈绝食。下午，深圳大學等也有3000多名学生上街游行。其中五百人在深圳市政府門前靜坐並一直通宵持續到晚上。同日，深圳大學全校的黨員、教工、職工舉行大會，校方各個單位支持該校15名學生到北京參與聲援或絕食行動，並在經過深圳高自聯與老師、校長溝通。有高校負責人表示“北京一日不復課,深圳都不會復課”。全體黨員會議通過了「致中共中央緊急通電」，包括深圳大學校長、黨委書記羅征啟在內的深圳大學全體中共黨員通電中共中央，要求鄧小平退出政治舞台，“結束專制”（本條由一些黨員、教師提出來），並集體簽名發表了一份公開信。通電認為中共中央對待學運嚴重失誤，“使國家真正地處在動亂的邊緣”。公開信的內容被香港新聞報導，也發到了北京40多家的新聞機關。深圳大學師生發起全市市民請願運動，呼籲中共順從民意，要求鄧小平退出政治舞台，有二萬人簽名。
5月19日，深圳有200多人在市政府门前静坐，还出现自稱“愛國同盟”的傳單寫“我們要保衛民主，不要萬王之王”暗指鄧小平。也有示威者打出“深圳新闻界声援学生”“打倒李鹏打倒法西斯”“岂有此李”等标语。5月18日到21日，深圳公安也全體連續四天待命，全日留守辦公室應對示威游行與突發狀況。深圳高校自治聯會的負責人在接受《十月評論》採訪時表示，其在乘火車經過廣州時，沿途有很多農民為他們吶喊支持，並表示“作為一個廣東人,見到他們的反應…很高興。因爲在過去,廣東人考慮政治問題比較膚淺,並不太關心,這次他們也能夠覺醒起來,這是很大的轉變”。該負責人認為政府對待絕食請願“殘酷、無動於衷”，亦表示深圳作為特區主要是通過香港的電視電台了解各地消息，但認為深圳存在政治意識淡薄的現象，同時比較關注現實和具體的問題。他亦認為中國幾十年來的專制政治並未改變，“我們國家還存在一個鄧太后”，因此民眾懼怕政治運動。
国务院总理20日宣布北京戒严后，5月22日，深圳大學成立了“聲援北京緊急協調委員會”，逾三萬名大中學生、工人、職工、記者、企業員工等各界民眾在深圳大劇院廣場舉行聲援北京學生的集會，宣讀了告深圳市民書，呼籲全民以行動聲援北京學生。然後沿主要街道遊行，口號有「人大人大，為民說話」等，標語有「結束老人政治」、「李鵬不倒，特區無望」、「學生洒熱血,爭民主可歌可泣,李鵬違民心,施暴力遺臭萬年」、「我為中華哭民主,不信春風喚不回」等，並散發了《告深圳市民書》、《要求罷免李鵬的總理職務致全國人大的呼籲書》等傳單，当中指「李鵬背棄民意,與人民為敵,一場民主與專制、光明與黑暗的鬥爭勞不可免」。《羊城晚報》的報道指整個活動有秩序進行，并由警方維持秩序。路透社消息稱，參與遊行的人數達十萬，占深圳市人口20%。香港電台廣播，香港學生聯合會組織一批學生，將於23日到深圳與大學生匯合后到廣州。

### 6月
6月2日，大公報報導深圳大學教學秩序已經基本恢復。百餘名此前到北京聲援靜坐的深圳大學學生大部分回到學校復課。也有學生表示“正常上課不表示不關心國事”，並認為“無限期罷課並非追求民主理想的唯一方法”。
六四鎮壓之後，6月6日，深圳當局通知港英政府，表示車輛不能直通廣州，香港車輛只能到深圳，不能進入廣東其他地方。但稍後深圳又撤回通知，未有解釋。有媒體報導與廣州軍區的調動有關。6月6日，为响应“空校行动”，有1千多名学生离校返乡。深圳市3千多名中学生在深圳大剧院广场集会，抗议北京出兵，集会后，抬着花圈在市区主要街道游行，围观者有2万人。6月8日，有十多所中學逾三千名學生在深圳大劇院廣場集會抗議，並在市區主要街道遊行，圍觀者有二萬人。一些高校学生搞“空校运动”，离校罢课不罢学。

## 其他县市
4月30日，一名黃姓佛山學生發表公開信，代“頭腦清醒的佛山青年”支持北京學生并表示欽佩。黃亦將其内容張貼為大字報，表示其通過收聽香港商業電台的新聞報導瞭解北京學生的動向，並批評自己學校的“貪污、官僚主義亦較為嚴重”，儘管本校的大部份師生對校長等“都是較為憤慨的,但是我們畢竟是過於保守”，并認爲“我校實行的只是“你是民、我是主”式的民主”。
5月4日，北京天安门的五四游行示威队伍中出现“广东南海人民支持你们”的横幅和队伍。5月17日，珠海人民广播电台、珠海特区报的新闻工作者签名声援北京学生，并通过传真将签名信件发往北京。5月17日上午，中山市孙文学院有80多名师生在市内游行，声援北京学生的绝食行动并沿途募捐。
5月18、19日，全廣東有多個縣市響應北京號召進行遊行，例如在江門的五邑大学、江门教育学院，湛江的水产学院、医学院、雷州师专、湛江教育学院、湛江广播电视大学，梅州的嘉應大學，佛山的佛山大学、教育学院，兽医专科学校，珠海的教育學院、電視大學、技工學校，潮州的韓江師範、韶关的韶关大学、教育学院、曲江电大，肇庆的教育学院、肇庆师专(西江大學)，电白的师范、教师进修学校、电视大学的師生等，各地人數從近千到兩千不等。在肇慶，市委书记陈邦贵、市长唐长安，在梅州，副市長何万真、游宁丰均与游行学生進行對話，梅州市委、市政府亦派出大客车送学生回校。
5月18日上午，珠海教育学院的近800名师生游行声援北京学生。游行队伍行至珠海市委、市政府大门前时,有几名干部拉着标语加入到游行队伍中。此后，游行队伍离开,边喊口号边行进。整个游行有不少市民观看。下午，珠海市電視大學、教育學院、財貿學校的數百學生上街游行。
5月18日下午，佛山大學、教育學院2000多名學生，200多名教師上街游行，並進行募捐，聲援北京的絕食請願。晚上7時，他們游行到佛山市政府大院，由學生代表向佛山市領導遞交請願書。佛山市長盧瑞華和學生見面，并回答他們的問題。游行隊伍到晚上8時分別乘車回學校。當日，肇庆有3000多学生上街。汕頭市則有兩千多師生上街游行，并到市政府前請願，與時任市長陳燕發對話。
5月19日上午，珠海繼續有電視大學等學校的數百學生上街游行，他們向有關的負責人遞交了請願書。當日，佛山市政府办公室发出《关于维持佛山正常工作秩序的通知》通知，有數百學生在佛山市政府前靜坐。惠州從5月18-24日，連續有惠阳师专、西北纺织学院惠州分院等院校數千學生上街，市长李近维、副市长李鸿忠与学生对话。三水、茂名亦有學生响应遊行。
5月24日，汕头、珠海、阳江、惠州等市繼續有九所高校和十多所中学的3000多名学生上街游行、静坐请愿。东莞中学、莞城一中、理工学校、广东艺师班及华工代培班约2000名学生游行後聚集市政府门前静坐,递交请愿书,经市政府派出人员溝通後解散。佛山大学、教育学院、市农机学校、市纺织工业学校，卫生学校、南海电视大学、南海师范学校也有学生举行环市游行。期间，深圳有学校的飞虎队直接派人到惠阳淡水镇的崇雅中学串联，张贴标语。中学校园内出现了大字报。并有人先后五次投匿名信件到校长办公室，要该校校长允许该校学生上街游行,声援北京绝食学生、罢课等。
六四清场之后，6月5日，新会的卫生学校、师范学校学生上街游行，并在会城镇新会县政府门前静坐，递送请愿书，呼喊支持“六四”的口号。 6月6日，广东至湖南方向铁路被堵，部分铁轨被撬，致使六列客车被堵，九千余名旅客被困。江门五邑大学、幼师也有上街游行，並张贴大小字报，做花圈，抗議北京鎮壓。在惠阳淡水镇，人们到银行挤兑,市场粮价飞涨。有人打匿名电话给崇雅中学校长，要其下令全校课间默哀三分钟，同时校外也有人手持小旗，希望该校学生响应。
6月8日，韶关、汕头一些高校学生搞“空校运动”，离校罢课不罢学。佛山大学发起组织“佛山高联自治会”。有的学校搞“追悼会”，将花圈送往烈士陵园。另一方面，由於當時中國當局的信息封鎖措施，很多地方的人對北京情況並不知情。香港一些社會團體在六四後，通過長途電話致電廣東各地，通知其北京鎮壓的信息，也有汕頭市民回复港方指，因為每日收看中央電視台，而不清楚北京流血的具體情況。

## 後續
6月6日，海珠區召開宣傳幹部會議，“傳達市委緊急會議精神，部署開展有關制止動亂，穩定局勢，從政治上、行動上與黨中央保持一致的宣傳工作”。廣州市總工會、團市委、市婦聯負責人在6月6日至9日分別發表談話或召集各種會議，“號召全市工人、青年、婦女和衷共濟，維護廣州安定團結局面”。廣州軍區在6月7日致電函，堅決擁護中央平息六四風波。廣東省政府在6月8日發出緊急通知，“要求各級人民政府迅速穩定經濟，穩定大局，鞏固和發展廣東改革開放的成果”。省高教局發言人在同日發表談話，“呼籲我省高校廣大師生，共同維護學校正常的教學、生活秩序，為維護廣東的安定團結局面作出努力”。6月9日，廣東各報刊登於9日接見首都戒嚴部隊的消息。6月10日，駐廣州的海陸空軍代表在廣州軍區禮堂召開幹部大會，學習鄧小平講話精神。
6月8日，中山大学已有8名美国专家、12名西德留学生和2名日本留学生返回本国，还有16名外国专家和留学生已办妥去香港的手续。6月28日，廣東省人大常委會會議中省高教局彙報，指全省45所高校在6月19日已全部恢復上課，“至6月24日，暨南大學有小部分港澳華僑學生還沒有回校，上課人數為91%，其餘高校上課人數達97%至100%。全省高校教學秩序恢復正常”。
六四後三週，香港商人減少了对广东工厂的投资訂單，亦有三名港商計劃出售在廣東的工廠。纽约时报评论认为趙紫陽曾在廣東工作16年，當地多位官員為其親信，因此廣東成為六四后北京重新集權的潛在目標，影響廣東的特殊地位。深圳大學在事後遭到全面整肅，同情學運的校長羅徵啟被深圳市紀委宣布開除黨籍與公職，其後亦被多次調任。

### 解散运动组织与逮捕参与者
廣州市政府在6月15日發出《「關於解散「廣州高校愛國學生聯合會」非法組織的通告》。該組織被作为非法组织解散。廣州市政府發言人在6月20日敦促廣州高自聯領袖“從速到市公安局登記”。7月5日，廣州市政府發出《關於解散「廣州工人自治聯合會」非法組織的通告》取締廣州工自聯，敦促該組織領袖必須在7月8日前“到市公安局登記”。
相关的领袖，随后也遭到中国司法的相应处置。例如广州学生爱国联合会副主席易丹轩，当时为广东商学院企业管理二年级学生，在示威期间领导学生上街集会、绝食。易丹轩在六四后在广州被捕，遭关押一年半后受审，被控以“扰乱社会秩序”，判刑两年，并于1991年出狱，92年赴美留学。中山大学教师陈破空因“反革命宣传煽动罪”被判处三年徒刑，刑满释放后，又于1993年被判处两年劳教。
當時26歲的广州海员学校教师陈志祥亦因为六四后的6月7日，攜帶一罐油漆和刷子,在广州珠江河堤沿江中路和環市中路的圍牆上写下二十多米長的十字巨型标语，被廣州市中級法院以反革命罪“从重从快”被判刑10年有期徒刑。官方指標語的内容是“攻擊中共黨、政、軍領導人,煽動群眾推翻人民民主專政的政權”。5月19日晚北京宣布戒嚴時，舉著長橫幅，走在隊伍最前面的華南理工學生張強被學校要求退學，並無法正式畢業。此後由於華南理工、當地公安局與法院之間相互推卸責任，其戶口被註銷成為“黑戶”。
6月11日,韶關公安機關拘捕張貼反共標語的香港人郭文深。14日，被北京市公安局通緝的21名北京高自聯領袖馬少方在廣州市白雲區白雲山派出所投案自首。

### 加强信息审查
事件之後，廣東當局加強了對信息的審查。廣州各大公司的傳真機被當局派員看守，若認為接收消息可疑即會檢查。廣州和深圳的長途電話常受到干擾。羅湖等口岸的聯檢也對香港旅客攜帶的物品加強檢查，禁止香港報紙（包括文匯報大公報）流入。廣州市民部分能通過香港廣播電台獲得關於北京的報導，但近郊地方無法接收信號。許多居民和幹部住宅安裝的可以接收香港電視信號的魚骨天線被政府要求拆除，有民眾抱怨廣東電台節目無法收聽收看相關的新聞，也有廣東新聞工作者在北京鎮壓後對新聞機關的做法暗中表示不滿。珠江台的點歌節目“想點就點”則改變過去歡快的風格，播放柴可夫斯基的“悲愴交響樂”等旋律沉重的歌曲。

### 打击外逃与境外联系
多数北京的民運領袖，經廣州工自聯和香港支聯會協助，通过收买武警、基层干部与蛇头等方式，從廣東逃出。同时廣州工自聯據點移至暨南大學，仍繼續地下運作，協助通緝學生領袖隱藏和外逃，部分行動（如珠海、湛江外逃）也導致成員被捕。廣東省公安廳也在7月17日証實三名暨南大學澳門學生秦國東、梁灶華、陳澤偉“涉嫌參與偷運民運分子離開大陸”，被公安機關「收容審查」。秦國東、梁灶華在7月24日獲釋回澳門，但陳澤偉仍被扣留審查，直至1990年6月19日獲釋回澳門。
7月中旬後，中央加大了對廣東、海南等地参与者的清算与外逃的打击，嚴令廣東、海南加強邊防，杜絕民運人士外逃，但仍有趙紫陽親屬逃出。8月中旬，李瑞環帶領公安、武警宣傳部等領導進駐廣東，召開南方四省宣傳會議，調動外省武警，禁止收看香港電視、加強沿海檢查，并撤销此前同情学运的中上層幹部職務，没收廣東外事活動幹部或出國考察幹部的公務護照，在主要公路廣深、廣汕、廣湛、廣海加强檢查，嚴防通緝的民運份子外逃，由武警總隊副政委長駐深圳、廣東、海南至縣一級沿海口，由武警埋伏。同時，六四期間被捕的工人被快速判處重刑、秘密拘捕工自聯與學自聯領袖，並將政治罪名改為經濟犯罪以阻礙外逃者獲得庇護，此舉導致廣東民運人士大量外逃，如陳紹泰、鄧紹琛等人。期间，三個從北京逃亡的被通緝的學生領袖在由廣州工自聯、港支聯會安排從湛江外逃时被捕獲，廣州工自聯在暨南大學的聯絡點被查出，幾位香港支聯會協助内地民運領袖外逃的成員也被诱捕。10月後，中央進一步調整廣東與海南領導層。
根据官方记录，深圳特区的“二线关”管理线在“堵截两乱分子外逃过程中”发挥了重要作用。中国国家有关部门通过在二线关严密布防，先后抓获“非法组织头目”26人。广东省国家安全厅也称抓获了参与策动运动的“台湾军事情报局特务”多人，指張益、吳繼東二人“按照臺灣特務機關的指示，接收和傳播臺灣廣播電臺編造的謠言，並向臺灣特務機關密報廣州地區情況”。10月23日，張益被判處有期徒刑13年，吳繼東被判處有期徒刑10年。8月，大埔縣公安局指抓捕台灣特務、大埔縣人陳樹根，向台灣投遞反革命信件，“建立反共救國軍”“準備武裝暴動，攻打各縣”，被判處7年徒刑。

## 另見
- 六四事件
- 六四事件中的澳門
- 六四事件中的香港
- 1989年中華人民共和國抗議地區列表